# Гейл, Роберт Питер
Ро́берт Пи́тер Гейл (англ. Robert Peter Gale; род. 11 октября 1945 года) — американский врач и исследователь в области медицины. Известен исследованиями лейкемии и других заболеваний костного мозга (таких как апластическая анемия).

## Образование
В 1966 году Роберт Гейл с отличием окончил Колледж Хобарта, получив степень бакалавра в области биологии и химии, а в 1970 году он получил степень доктора медицины в Университете штата Нью-Йорк в Буффало (вместе с Эваном Кокинсом, Робином Баннерманом и Джоном Эдвардсом). С 1970 по 1973 год он проходил последипломную медицинскую подготовку в Калифорнийском университете Лос-Анджелеса (UCLA) (по внутренним болезням, гематологии и онкологии). В 1976 году Гейл получил степень доктора философии в области микробиологии и иммунологии от Калифорнийского университета в Лос-Анджелесе (UCLA) после докторской работы, посвящённой иммунологии рака (совм. с Джоном Фахи). Его последующие исследования в Калифорнийском университете финансировались Национальными институтами здравоохранения США (NIH) и Американским обществом лейкемии, где он был научным сотрудником и учёным Богарта.

## Карьера
С 1973 по 1993 год Гейл работал на медицинском факультете Калифорнийского университета, в отделении гематологии и онкологии, где занимался молекулярной биологией, иммунологией и лечением лейкемии. При поддержке NIH он также разработал программу пересадки костного мозга. В UCLA Гейл работал в отделении психологии, где он и его коллеги изучали взаимодействие между стрессом, иммунитетом и раком.
С 1980 по 1997 год Роберт Гейл был председателем научно-консультативного комитета Международного регистра трансплантатов костного мозга (CIBMTR), организации, имеющей более 400 центров трансплантации в более чем 60 странах мира, работающих вместе для анализа и развития знаний о клетках крови и пересадки костного мозга. С 1989 по 2003 год учёный возглавлял научно-консультативный совет Центра перспективных исследований лейкемии — благотворительного фонда инновационных исследований лейкемии.
С 1986 по 1993 год Гейл являлся президентом Центра перспективных исследований в области ядерной энергии и здоровья Арманда Хаммера, который поддерживал исследования по медицинским аспектам ядерных проблем. С 1985 по 1990 годы он был научным сотрудником по биомедицинским коммуникациям в Калифорнийском университете в Лос-Анджелесе. В этот период он добровольно предложил СССР свои знания в области трансплантации костного мозга для оказания помощи жертвам радиационного заражения, произошедшего во время аварии на Чернобыльской АЭС. Гейл помогал советским докторам Александру Баранову и Ангелине Гуськовой в московской больнице № 6 — государственной больнице, специализирующейся на лечении лучевой болезни.
С 1993 по 1999 год Роберт Гейл работал главным врачом и корпоративным директором в отделении трансплантации костного мозга и стволовых клеток в больнице Салика (SHC) в Лос-Анджелесе. Он также отвечал за разработку руководств по лечению рака (в сотрудничестве с коллегами из корпораций RAND и Value Health Sciences) и за изучение медицинских аспектов управляемого лечения рака.
С 2000 по 2004 год Роберт Гейл был старшим вице-президентом по медицинским вопросам в компании Antigenics Inc. в Нью-Йорке, где он отвечал за разработку, реализацию и анализ клинических испытаний противораковых вакцин. Он также являлся главным медицинским консультантом Oxford Health Plans в области передовых медицинских технологий. С 2004 по 2007 год Гейл был старшим вице-президентом по исследовательской работе в области онкологии компании ZIOPHARM Oncology в Бостоне, штат Массачусетс, и Нью-Йорке, штат Нью-Йорк, соучредителем которой он являлся. Он сосредоточился на разработке и тестировании новых методов лечения рака. Его деятельность включала разработку и проведение клинических испытаний при раке крови и костного мозга, трансплантации и иммунных расстройствах. С 2005 года Гейл был приглашённым профессором гематологии в Центре гематологии, Департаменте иммунологии и инфламации, в Имперском колледже Лондона, получил назначение в Хаммерсмитский госпиталь. Он является редактором, соредактором и рецензентом многих научных журналов в области гематологии, онкологии, иммунологии, трансплантации и внутренних болезней.

## Научная деятельность

### Медицинская помощь жертвам радиационного заражения
Гейл считается мировым экспертом по медицинскому реагированию на ядерные и радиационные аварии. Он принимал участие в спасательных работах в Чернобыле, Гоянии, Токаймуре, Фукусиме и других местах. В 2012 году, после обширного анализа данных из Японии, он заявил, что «увеличение риска заболеваемости раком [из-за катастрофы на АЭС Фукусима-дайити] для каждого члена японского общества составит всего 0,002 процента».

### Трансплантация костного мозга
Гейл участвовал в фундаментальных научных и клинических исследованиях в области трансплантации костного мозга, где он внёс вклад в понимание иммуноопосредованного эффекта трансплантатов против лейкемии (трансплантат против лейкемии). Он также продвинулся в понимании других сложных иммунных эффектов трансплантации у людей, таких как реакция трансплантата против хозяина и посттрансплантационный иммунодефицит. Он работал над альтернативными источниками гемопоэтических стволовых клеток, включая пересадку печени плода.

## Гуманитарная деятельность
В 1986 году правительство Советского Союза попросило Гейла скоординировать усилия по оказанию медицинской помощи жертвам чернобыльской катастрофы. В 1987 году правительство Бразилии попросило его скоординировать усилия по оказанию медицинской помощи при аварии в Гоянии. В 1988 году он входил в состав группы неотложной медицинской помощи США, направленной в Армению, пережившую землетрясение. В 1999 году правительство Японии обратилось к нему с просьбой помочь в лечении жертв аварии на ядерном объекте Токаймура. В 2011 году Гейл был вызван в Японию для рассмотрения медицинских последствий аварии на АЭС в Фукусиме. Он также был нейтральным военным наблюдателем для правительств Хорватии и Армении и медицинским консультантом при правительстве Татарстана. Гейл получил несколько наград за свою гуманитарную деятельность, в том числе Олендерскую премию мира (Olender Peace Prize), Гуманитарную премию города Лос-Анджелеса (City of Los Angeles Humanitarian Award) и Гуманитарную премию Фонда миастении (Miasthenia Gravis Foundation Humanitarian Award).

## Публикации
Робертом Питером Гейлом опубликовано более 1150 научных статей и более 20 книг, в основном на темы лейкоза (биология и протоколы лечения), трансплантации (биология, иммунология и протоколы лечения), иммунологии рака, воздействия радиации на здоровье и реакций организма на радиационное поражение. Его работы посвящены и другим медицинских темам, а также ядерной энергии и оружию и теме политики американо-советских отношений в статьях для The New York Times, Los Angeles Times, Washington Post, USA Today и Wall Street Journal.
В дополнение к своим академическим публикациям Гейл написал популярные книги о Чернобыльской аварии и политике ядерной энергетики США. Он автор части сценариев нескольких фильмов, в том числе «Чернобыль: Последнее предупреждение», «Толстяк и Малыш» и «Город радости». Его последняя книга (совм. с Эриком Лэксом) «Радиация: что это такое, что вам нужно знать» была опубликована в феврале 2013 года.

## Награды
Награды за научные достижения включают Президентскую премию (Presidential Award, Нью-Йоркская академия наук), Премию учёного за выдающиеся достижения (Scientist of Distinction Award, Институт Вейцмана), Премию выдающихся выпускников колледжа Хобарта (Distinguished Alumni Award from Hobart College) и Премию Фонда внутринаучных исследований (Intra-Science Research Foundation Award). Он имеет почетные степени, в том числе докторскую степень от Медицинского колледжа Олбани, степень доктора наук от Университета штата Нью-Йорк в Буффало, LHD от Колледжа Хобарта и DPS от Колледжа МакМюррея. В 2018 году он был принят в качестве стипендиата в Королевский колледж врачей. За свою работу в 60-минутном специальном репортаже о Чернобыле он получил премию «Эмми».

## Личная жизнь
Роберт Гейл со своей женой Лорой проживает в Лос-Анджелесе, Нью-Йорке и в местности Биг-Скай (штат Монтана).